# Trophée européen féminin de rugby à XV 1997
Navigation
Trophée européen féminin 1996 Trophée européen féminin 1999
Le Trophée européen féminin de rugby à XV 1997 se déroule du 2 avril au 6 avril 1997 à Nice en France.

## Participants
Les huit équipes s'affrontent en match à élimination directe. Les équipes présentes lors de ce tournoi sont: Allemagne, Angleterre, Écosse, Espagne, France, Italie, Irlande et Pays-Bas.

### Quarts de Finale
| 2 avril 1997 | France     | 58 - 18 | Allemagne | à Nice |
| 2 avril 1997 | Angleterre | 40 - 3  | Pays-Bas  | à Nice |
| 2 avril 1997 | Espagne    | 27 - 0  | Irlande   | à Nice |
| 2 avril 1997 | Écosse     | 31 - 7  | Italie    | à Nice |

### Demi-finales
| 4 avril 1997 | Angleterre | 15 - 10 | France  | à Nice |
| 4 avril 1997 | Écosse     | 11 - 10 | Espagne | à Nice |

### Finale et classement
| 4 avril 1997 | Italie   | 13 - 5  | Irlande   | à Nice |
| 4 avril 1997 | Pays-Bas | 32 - 10 | Allemagne | à Nice |

#### Match pour la7eplace
| 6 avril 1997 | Irlande | 16 - 0 | Allemagne | à Nice |

#### Match pour la5eplace
| 6 avril 1997 | Pays-Bas | 26 - 24 | Italie | à Nice |

#### Match pour la3eplace
| 6 avril 1997 | Espagne | 25 - 8 | France | à Nice |

#### Finale
| 6 avril 1997 | Angleterre | 24 - 8 | Écosse | à Nice |

Classement
1. Angleterre
2. Écosse
3. Espagne
4. France
5. Pays-Bas
6. Italie
7. Irlande
8. Allemagne